# Fossae di Marte
Segue una lista delle fossae presenti sulla superficie di Marte. La nomenclatura di Marte è regolata dall'Unione Astronomica Internazionale; la lista contiene solo formazioni esogeologiche ufficialmente riconosciute da tale istituzione.
Le fossae di Marte portano il nome di caratteristiche di albedo presenti sulle mappe marziane di Eugène Michel Antoniadi e Giovanni Virginio Schiaparelli che a loro volta si rifacevano a termini della cultura classica greca e romana.

## Prospetto
| Fossa             | Eponimo | Latitudine | Longitudine | Diametro   |
| ----------------- | --- | ---------- | ----------- | ---------- |
| Acheron Fossae    | Acheronte – Fiume della mitologia greca associato agli inferi.                                                         | 38,6° N    | 224,98° E   | 703,11 km  |
| Aganippe Fossa    | Aganippe | 8,59° S    | 234° E      | 537,16 km  |
| Alba Fossae       | Alba | 49,73° N   | 253,18° E   | 2072,02 km |
| Albor Fossae      | Albor | 18,29° N   | 150,78° E   | 155 km     |
| Amenthes Fossae   | Amenthes | 9,18° N    | 102,68° E   | 850 km     |
| Atrax Fossa       | Atrace - Città della Tessaglia che la leggenda voleva fondata dall'omonima figura mitologica.                          | 38,19° N   | 271,02° E   | 34,42 km   |
| Calydon Fossa     | Calidone - Uno dei figli di Eolo e di Pronoe nella mitologia greca.                                                    | 7,52° S    | 272,02° E   | 351,25 km  |
| Ceraunius Fossae  | Ceraunius | 27,28° N   | 249,85° E   | 1166,63 km |
| Cerberus Fossae   | Cerbero – Cane a tre teste a guardia dell'Ade nella mitologia greca. Precedentemente classificato come Cerberus Rupes. | 11,41° N   | 166,37° E   | 1235 km    |
| Chalce Fossa      | Calchi – Isola del Dodecanneso.                                                                                        | 51,99° S   | 320,41° E   | 33,97 km   |
| Claritas Fossae   | Claritas | 28,17° S   | 255,76° E   | 2030,64 km |
| Coloe Fossae      | Coloe | 36,97° N   | 56,78° E    | 575,89 km  |
| Coracis Fossae    | Coracis | 36,14° S   | 279,14° E   | 748,96 km  |
| Cyane Fossae      | Ciane – Ninfa collegata al mito di Ade e Persefone.                                                                    | 31,55° N   | 238,83° E   | 913,17 km  |
| Echus Fossae      | Echus Lacus | 2,64° N    | 283,25° E   | 421,03 km  |
| Elysium Fossae    | Elysium - I Campi Elisi, luogo delle anime degli eroi nella mitologia greca.                                           | 24,33° N   | 146,14° E   | 1044 km    |
| Erythraea Fossa   | Erythraea - | 27,55° S   | 329,06° E   | 155,19 km  |
| Fortuna Fossae    | Fortuna | 4,7° N     | 267,31° E   | 324,28 km  |
| Galaxias Fossae   | Galaxias | 36,96° N   | 142° E      | 552 km     |
| Gigas Fossae      | Gigas | 3,59° N    | 230,44° E   | 190 km     |
| Gordii Fossae     | Gordii | 15° N      | 232,4° E    | 369 km     |
| Halex Fossae      | Halex | 27,62° N   | 233,96° E   | 147,25 km  |
| Hephaestus Fossae | Efesto – Dio del fuoco e delle arti nella mitologia greca.                                                             | 21,06° N   | 122,85° E   | 633,32 km  |
| Hyblaeus Fossae   | Hyblaeus | 21,67° N   | 137,06° E   | 375 km     |
| Icaria Fossae     | Icaria | 48,42° S   | 234,84° E   | 2115,45 km |
| Idaeus Fossae     | Idaeus | 37,66° N   | 308,8° E    | 202,01 km  |
| Ismeniae Fossae   | Ismeniae | 41,65° N   | 38,35° E    | 286,91 km  |
| Jovis Fossae      | Jovis | 19,98° N   | 244,17° E   | 348,63 km  |
| Labeatis Fossae   | Labeatis | 24,83° N   | 275,47° E   | 1496,36 km |
| Mangala Fossa     | Mangala - Il nome di Marte in sanscrito. Ripreso dalla vicina Mangala valles.                                          | 17,47° S   | 214,12° E   | 695 km     |
| Mareotis Fossae   | Mareotis | 44,68° N   | 283,88° E   | 1907,94 km |
| Medusae Fossae    | Medusa – Una delle Gorgoni della mitologia greca.                                                                      | 2,19° S    | 195,8° E    | 278,52 km  |
| Melas Fossae      | Melas | 26,55° S   | 288,48° E   | 568,18 km  |
| Memnonia Fossae   | Memnonia | 23,88° S   | 206,18° E   | 1585,28 km |
| Nectaris Fossae   | Nectaris | 23,33° S   | 302,84° E   | 623,07 km  |
| Nia Fossae        | Nia - Antico nome del fiume Senegal in Mali, Mauritania e Senegal, nonché nome di un canale di Lowell.                 | 14,9° S    | 288,23° E   | 379,56 km  |
| Nili Fossae       | Nili - | 22,25° N   | 76,69° E    | 727,91 km  |
| Nilokeras Fossa   | Nilokeras - | 24,85° N   | 302,17° E   | 267 km     |
| Noctis Fossae     | Noctis | 2,73° S    | 261,15° E   | 712,73 km  |
| Oceanidum Fossa   | Oceanidum | 61,86° S   | 330,49° E   | 167,16 km  |
| Olympica Fossae   | Olympica | 25,11° N   | 246,08° E   | 420 km     |
| Oti Fossae        | Oti | 9,74° S    | 242,91° E   | 373,59 km  |
| Pavonis Fossae    | Pavonis | 4,2° N     | 248,71° E   | 156,08 km  |
| Pyramus Fossae    | Pyramus | 50,73° N   | 66,31° E    | 298,18 km  |
| Pyrrhae Fossae    | Pyrrhae | 29,2° S    | 336,2° E    | 430 km     |
| Qidu Fossae       | Qidu - Cratere in prossimità delle fossae                                                                              | 25.08° N   | 110.07° E   | 12 km      |
| Sacra Fossae      | Sacra | 20,58° N   | 290° E      | 950 km     |
| Sinai Fossae      | Sinai | 14° S      | 281° E      | 585 km     |
| Sirenum Fossae    | Sirenum | 35,89° S   | 197,26° E   | 2731,21 km |
| Stygis Fossae     | Stige – Fiume dell'oltretomba della mitologia greca.                                                                   | 27,19° N   | 149,83° E   | 385 km     |
| Tanais Fossae     | Tanais | 39,07° N   | 273,51° E   | 172,95 km  |
| Tantalus Fossae   | Tantalo – Figura della mitologia greca celebre per il supplizio a cui fu condannato.                                   | 50,17° N   | 263,91° E   | 2361,86 km |
| Tempe Fossae      | Tempe | 40,75° N   | 288,6° E    | 2116,24 km |
| Thaumasia Fossae  | Thaumasia | 48,09° S   | 268,95° E   | 996,18 km  |
| Tithoniae Fossae  | Tithoniae | 4,37° S    | 276,96° E   | 838 km     |
| Tractus Fossae    | Tractus | 26,16° N   | 258,72° E   | 403,06 km  |
| Tyrrhena Fossae   | Tyrrhena | 22,47° S   | 105,8° E    | 305,55 km  |
| Ulysses Fossae    | Ulisse – Personaggio principale dell'Odissea.                                                                          | 10,06° N   | 236,93° E   | 849,94 km  |
| Uranius Fossae    | Uranius | 25,55° N   | 269,87° E   | 394,11 km  |
| Yaodian Fossae    | Yaodian - Cratere in prossimità delle fossae                                                                           | 25.12° N   | 109.84° E   | 15 km      |
| Zephyrus Fossae   | Zefiro – Dio dell'omonimo vento nella mitologia greca.                                                                 | 24,18° N   | 144,19° E   | 306,19 km  |